# Jerlins
Jerlins konfekt-, karamell- och saftfabrik var en karamellfabrik som var verksam i Hudiksvall kring sekelskiftet 1900. Grundaren Olof Jerlins första fabrik startade 1889 på Skolgatan i stadsdelen Åvik, men förstördes i en stor brand 1906. Därefter uppförde han 1907 en ny konfektfabrik på Storgatan. Då verksamheten senare behövde större lokaler byggde han 1923  en ny fabrik i Håsta by dit tillverkningen flyttade. Verksamheten övertogs 1936 av sonen Ernst Jerlin som drev den vidare in på 1950-talet. Olof Jerlins brorson Ernst Johnson emigrerade 1907 till USA tillsammans med brodern Sven August och tog där patent på bröstkarameller under namnet Kongen af Danmark den 1 maj 1935.